# Université de Canberra
L'université de Canberra est une université australienne située à Canberra, la capitale fédérale.
Elle fut créée en 1967 sous le nom de Canberra College of Advanced Education et obtint son statut officiel d'université le 1er janvier 1990 en application des réformes du ministre travailliste John Dawkins. Elle fut parrainée par l'université Monash jusqu'en 1993.
Le campus est situé au nord-est du centre-ville dans le quartier universitaire de Bruce.
L'université assure des cours de droit, de journalisme, de techniques de l'information, de publicité, d'art oratoire, de design, de biologie.

## Centres de recherches
- Institute for Applied Ecology
- National Centre for Social and Economic Modelling (NATSEM)
- eWater Cooperative Research Centre
- Cooperative Research Centre for Sustainable Tourism
- Invasive Animals Cooperative Research Centre
- Centre for Labour Market Research
- Healthpact Research Centre for Health Promotion & Wellbeing
- Australian Institute for Sustainable Communities
- Centre for Customs & Excise Studies
- Centre for Developing Cities
- Centre for Research in Public Sector Management
- Centre for Tourism Research
- Communication & Media Policy Institute
- Corrosion & Spectrochemistry Laboratory
- Human Computer Communication Laboratory
- Learning Communities Research Area
- Lifelong Learning Network
- National Centre for Corporate Law & Policy Research
- National Institute for Governance
- Ngunnawal Centre
- Professional Management Programs
- Schools & Community Centre